# Пермет
Пермет (алб. Përmeti; грец. Πρεμέτη, Premeti) – місто в Албанії, центр однойменного округу. Населення становить 7,717.
Упродовж 18 та 19 століть у місті діяла грецька школа.
Пермет відомий своєю кухнею, а також виробництвом місцевих вин та ракії.

## Видатні уродженці міста
- Василіус Іоннідіс — професор теології.
- Велі-бей Кельцира — один з авторів Албанської Декларації незалежності.
- Одісе Паскалі — видатний скульптор.
- Турхан-паша Перметі — Прем'єр-міністр Албанії.
- Тома Сімаку — композитор і музикант.